# Táhlo
Táhlo je mechanická součást stroje nebo zařízení, která přenáší mechanický pohyb mezi jeho jinými pohyblivými částmi. Zpravidla je táhlo tvořeno pevným podlouhlým tělesem na koncích opatřeným příchytnými oky nebo vidlicemi.

## Táhla v letectví

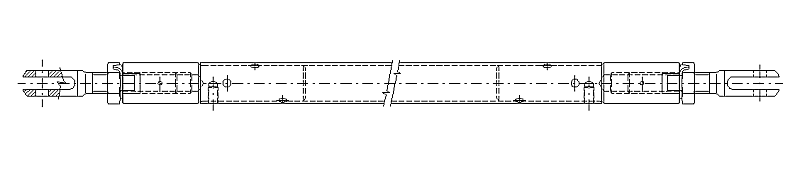
Táhlo řízení letadla se dvěma vidlicovými koncovkami

Táhla jsou nezbytnou součástí řídících soustav větších letadel (u menších letadel se používá i lanové řízení). Obvykle jsou vyrobena z duralových, někdy v menších délkách i z ocelových trubek. Táhla řízení letadel nemohou být příliš dlouhá aby nedocházelo k vibracím. Pro přenášení mechanického pohybu na delší vzdálenost je nutné táhla řízení segmentovat pomocí pohyblivých pák zavěšených pevně v draku letadla. Na koncích táhel jsou koncovky pro kloubové spoje, které mohou být pevné i stavitelné, tvořené kloubovým okem (ložiskem) nebo vidlicí. Každá koncovka je opatřena otvorem pro čep nebo šroub. U stavitelných koncovek je možné v určitých mezích měnit vzdálenost mezi jejich otvory a tím zjednodušit regulaci převodu mechanického pohybu. Jelikož táhla mohou mít pohyb nejen dopředný, ale mohou se také vychylovat na stranu a otáčet se, používají se kloubové koncovky trojího druhu:
- Jednoduchý kloub – s jedním stupněm volnosti.
- Dvojitý kloub – se dvěma stupni volnosti, otáčivý v rovině táhla a kolem jeho osy.
- Univerzální kloub – kulový kloub se třemi stupni volnosti.